# Jung Kwang-min
Jung Kwang-min (정광민?, 丁光珉?; 18 ottobre 1976) è un ex calciatore sudcoreano, di ruolo attaccante.